# Luisa Alžběta Francouzská

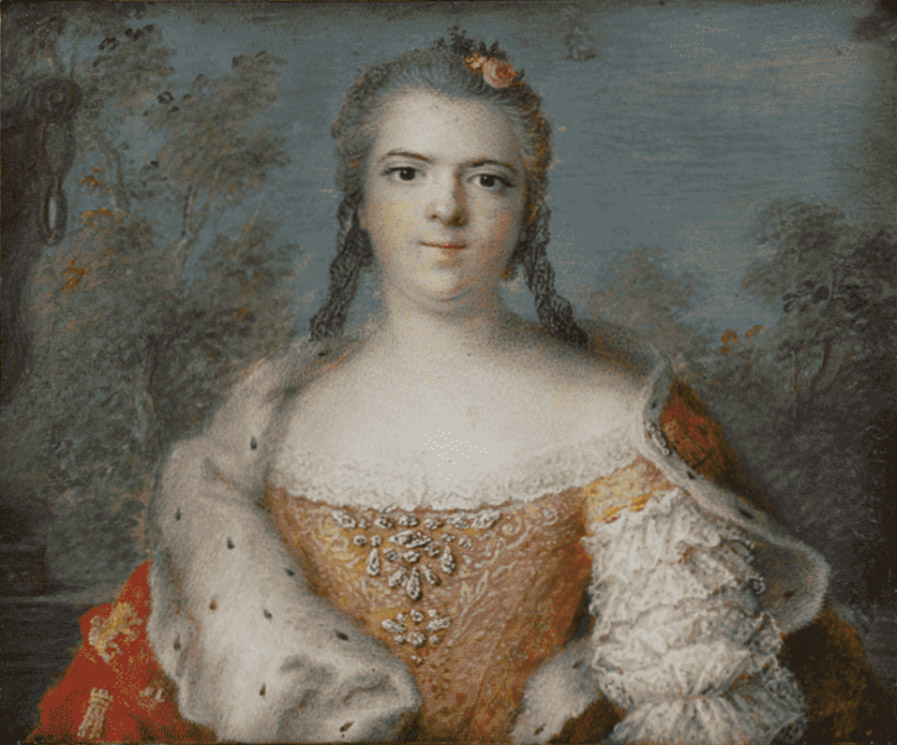
Luisa Alžběta Francouzská, vévodkyně Parmy v roce 1750

Luisa Alžběta Francouzská (14. srpen 1727, Versailles – 6. prosinec 1759, Versailles) byla nejstarší dcerou krále Ludvíka XV. Francouzského a jeho manželky Marie Leszczyńské, a starší dvojče Anny Jindřišky Francouzské. Sňatkem s Filipem, mladším synem španělského krále Filipa V. se stala parmskou vévodkyní.

## Dětství a původ

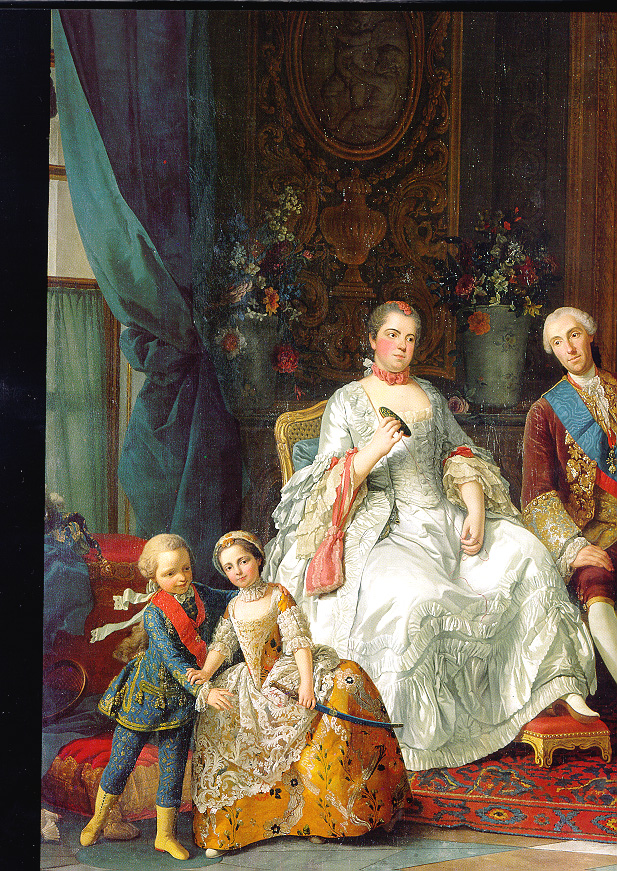
Luisa Alžběta s manželem Filipem a se dvěma mladšími dětmi Ferdinandem a Marií Luisou

Marie Luisa Alžběta Francouzská a její sestra Anna Jindřiška se narodily 14. srpna roku 1727 ve Versailles králi Ludvíkovi XV. a jeho polské manželce Marii Leszczyńské. 27. dubna 1737 byly obě ve Versailles pokřtěny. U otcova dvora byla známa jako Madame Royale, Madame Première, Madame Élisabeth. Rodina jí říkala Babette.
Byla velmi podobná svému otci, jehož byla oblíbenou dcerou.
Pečovala o ní Marie Isabela de Rohan, vévodkyně de Tallard.
Alžběta byla vychovávána společně se sestrou Jindřiškou, mladšími sestrami Marií Luisou, Marií Adélou a bratrem Ludvíkem, Dauphinem Francie. Vynikala inteligencí a učenlivostí. Ona a její bratr byli jediní, kteří měli svatbu a potomky. Ze všech potomků Ludvíka XV. se pouze Adelaida a Viktorie dožily pádu Ancien régime za vlády jejich synovce Ludvíka XVI.
Na rozdíl od svých mladších sester Žofie a Viktorie, které byly vychovávány v přísném prostředí královského opatství Fontevrault, Alžběta vyrůstala v láskyplném rodinném kruhu ve Versailles.

## Manželství
Její zasnoubení s Filipem, španělským infantem bylo u dvora oznámeno v únoru 1739, když jí bylo jedenáct let. Filip byl třetí syn strýce Ludvíka XV., Filipa V., španělského krále a jeho druhé manželky Alžběty Parmské. Po matce zdědil Parmské vévodství a se svou manželkou založil Bourbonsko-parmskou dynastii.

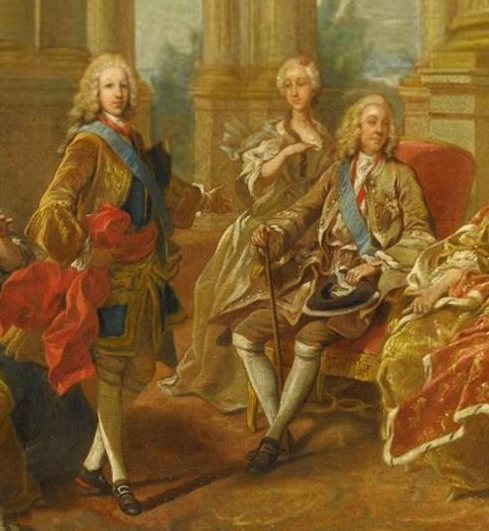
Ferdinand, princ Asturijský, Luisa Alžběta a král Filip V. Španělský

Toto zasnoubení bylo z politických důvodů. Mělo zlepšit mezinárodní vztahy mezi katolickými mocnostmi Francií a Španělskem. Navzdory tomu, že Filip byl bratranec Alžbětina otce, oznámení zasnoubení nebylo na francouzském dvoře přijato dobře, protože byla malá šance, že by se Filip stal španělským králem.
Sňatek v zastoupení proběhl 26. srpna roku 1739. Alžběta neměla žádnou možnost se se svým manželem předem seznámit. Poté byla na dvoře Ludvíka XV. známa jako Madame Infanta.
S devatenáctiletým manželem se dvanáctiletá Alžběta poprvé setkala třicet kilometrů od Madridu, v Alcalá de Henares, kde se 25. října 1739 konal svatební obřad.

### Potomci
Z nešťastného manželství vzešli tři potomci:
- Isabela Parmská (31. prosince 1741 – 27. listopadu 1763), ⚭ 1760 Josef II. (13. března 1741 – 20. února 1790), arcivévoda rakouský, císař Svaté říše římské, král český, uherský a chorvatský a markrabě moravský
- Ferdinand Parmský (20. ledna 1751 – 9. října 1802), parmský vévoda od roku 1765 až do své smrti, ⚭ Marie Amálie Habsbursko-Lotrinská (26. února 1746 – 18. června 1804)
- Marie Luisa Parmská (9. prosince 1751 – 2. ledna 1819), ⚭ 1765 Karel IV. Španělský (11. listopadu 1748 – 20. ledna 1819), král španělský od roku 1788 do roku 1808

### Španělsko
V době Alžbětina příjezdu do Španělska byla etiketa u španělského dvora mnohem přísnější než ve Versailles, a aby toho nebylo málo, Alžběta brzy zjistila, že její tchyně Alžběta Parmská je velmi dominantní a přísnou osobou. A tak většinu času trávila co nejdál od královny a raději si hrála s panenkami. Alžběta napsala o svém neštěstí otci. 31. prosince roku 1741 porodila čtrnáctiletá Alžběta své první dítě, dceru, které dali po královně jméno Isabela.
V roce 1745 se Filipova mladší sestra Marie Tereza Rafaela Španělská provdala za Alžbětina bratra Ludvíka, Dauphina Francie.

### Parma
V roce 1748 mohla Alžběta opustit Španělsko. Ve smlouvě Aix-la-Chapelle (1748), která ukončila Války o rakouské dědictví musela císařovna Svaté říše římské Marie Terezie postoupit vévodství Parma, Piacenza a Guastalla svému nepříteli, španělskému králi Filipovi V. Z podnětu Ludvíka XV. se Filip a Alžběta stali vévodou a vévodkyní Parmy.

### Versailles
Na cestě do Parmy se Alžběta 11. prosince 1748 zastavila nejdříve ve Versailles. Během svého několikaměsíčního pobytu ve Versailles se seznámila s Madame de Pompadour, otcovou milenkou.
Během této první návštěvy Francie jí dvořané popsali jako okouzlující ženu s pronikavýma očima, které vyjadřují její inteligenci, zatímco méně chápaví pozorovatelé prohlašovali, že vypadá jako dobře provdaná mladá žena vyzrálá mateřstvím. Do Parmy přijela v říjnu 1749. V Parmě žila s manželem ve vévodském paláci Colorno. V roce 1751 porodila dvě děti, syna Ferdinanda a dceru Marii Luisu.
Roku 1752 zemřela Alžbětina sestra Anna Jindřiška Francouzská a tak se Alžběta v září vypravila do Francie navštívit její hrob. Ve Versailles pak zůstala téměř rok.
V září 1757 se Alžběta opět vrátila do Francie uspořádat svatbu své dcery Isabely s rakouským arcivévodou Josefem Rakouským, budoucím císařem Josefem II., která se konala v roce 1760.
V srpnu 1759 zemřel bezdětný španělský král Ferdinand VI. Španělský a novým panovníkem se stal jeho mladší bratr (Filipův starší bratr) Karel III. Španělský.
Ve Versailles Alžběta onemocněla neštovicemi, kterým 6. prosince 1759 podlehla. Byla pohřbena 27. března 1760 v bazilice Saint-Denis po boku svého mladšího dvojčete, Jindřišky. Jejich hrobky byly v roce 1793 během Velké francouzské revoluce znesvěceny.

## Vývod z předků
|                           |                             |  |                      |                                |  |  |  |  |  |  |  | Ludvík XIV. |
|                           |                             |  |                      |                                |  |  |  |  |  |  |  |             |
|                           | Ludvík Francouzský          |  |                      |                                |  |  |  |  |  |  |  |             |
|                           |                             |  |                      |                                |  |  |  |  |  |  |  |             |
|                           |                             |  |                      | Marie Tereza Habsburská        |  |  |  |  |  |  |  |             |
|                           |                             |  |                      |                                |  |  |  |  |  |  |  |             |
|                           | Ludvík Francouzský          |  |                      |                                |  |  |  |  |  |  |  |             |
|                           |                             |  |                      |                                |  |  |  |  |  |  |  |             |
|                           |                             |  |                      | Ferdinand Maria Bavorský       |  |  |  |  |  |  |  |             |
|                           |                             |  |                      |                                |  |  |  |  |  |  |  |             |
|                           | Marie Anna Bavorská         |  |                      |                                |  |  |  |  |  |  |  |             |
|                           |                             |  |                      |                                |  |  |  |  |  |  |  |             |
|                           |                             |  |                      | Jindřiška Adéla Marie Savojská |  |  |  |  |  |  |  |             |
|                           |                             |  |                      |                                |  |  |  |  |  |  |  |             |
|                           | Ludvík XV.                  |  |                      |                                |  |  |  |  |  |  |  |             |
|                           |                             |  |                      |                                |  |  |  |  |  |  |  |             |
|                           |                             |  |                      | Karel Emanuel II. Savojský     |  |  |  |  |  |  |  |             |
|                           |                             |  |                      |                                |  |  |  |  |  |  |  |             |
|                           | Viktor Amadeus II.          |  |                      |                                |  |  |  |  |  |  |  |             |
|                           |                             |  |                      |                                |  |  |  |  |  |  |  |             |
|                           |                             |  |                      | Marie Johanna Savojská         |  |  |  |  |  |  |  |             |
|                           |                             |  |                      |                                |  |  |  |  |  |  |  |             |
|                           | Marie Adelaide Savojská     |  |                      |                                |  |  |  |  |  |  |  |             |
|                           |                             |  |                      |                                |  |  |  |  |  |  |  |             |
|                           |                             |  |                      | Filip I. Orleánský             |  |  |  |  |  |  |  |             |
|                           |                             |  |                      |                                |  |  |  |  |  |  |  |             |
|                           | Anna Marie Orléanská        |  |                      |                                |  |  |  |  |  |  |  |             |
|                           |                             |  |                      |                                |  |  |  |  |  |  |  |             |
|                           |                             |  |                      | Henrietta Anna Stuartovna      |  |  |  |  |  |  |  |             |
|                           |                             |  |                      |                                |  |  |  |  |  |  |  |             |
| Luisa Alžběta Francouzská |                             |  |                      |                                |  |  |  |  |  |  |  |             |
|                           |                             |  |                      |                                |  |  |  |  |  |  |  |             |
|                           |                             |  | Bogusław Leszczyński |                                |  |  |  |  |  |  |  |             |
|                           |                             |  |                      |                                |  |  |  |  |  |  |  |             |
|                           | Rafał Leszczyński           |  |                      |                                |  |  |  |  |  |  |  |             |
|                           |                             |  |                      |                                |  |  |  |  |  |  |  |             |
|                           |                             |  |                      | Anna Dönhoff                   |  |  |  |  |  |  |  |             |
|                           |                             |  |                      |                                |  |  |  |  |  |  |  |             |
|                           | Stanislav I. Leszczyński    |  |                      |                                |  |  |  |  |  |  |  |             |
|                           |                             |  |                      |                                |  |  |  |  |  |  |  |             |
|                           |                             |  |                      | Stanisław Jan Jabłonowski      |  |  |  |  |  |  |  |             |
|                           |                             |  |                      |                                |  |  |  |  |  |  |  |             |
|                           | Anna Leszczyńska            |  |                      |                                |  |  |  |  |  |  |  |             |
|                           |                             |  |                      |                                |  |  |  |  |  |  |  |             |
|                           |                             |  |                      | Marianna Kazanowska            |  |  |  |  |  |  |  |             |
|                           |                             |  |                      |                                |  |  |  |  |  |  |  |             |
|                           | Marie Leszczyńská           |  |                      |                                |  |  |  |  |  |  |  |             |
|                           |                             |  |                      |                                |  |  |  |  |  |  |  |             |
|                           |                             |  |                      | Krzysztof Opaliński            |  |  |  |  |  |  |  |             |
|                           |                             |  |                      |                                |  |  |  |  |  |  |  |             |
|                           | Jan Karol Opaliński         |  |                      |                                |  |  |  |  |  |  |  |             |
|                           |                             |  |                      |                                |  |  |  |  |  |  |  |             |
|                           |                             |  |                      | Teresa Konstancja Czarnkowska  |  |  |  |  |  |  |  |             |
|                           |                             |  |                      |                                |  |  |  |  |  |  |  |             |
|                           | Kateřina Opalinská          |  |                      |                                |  |  |  |  |  |  |  |             |
|                           |                             |  |                      |                                |  |  |  |  |  |  |  |             |
|                           |                             |  |                      | Adam Uriel Czarnkowski         |  |  |  |  |  |  |  |             |
|                           |                             |  |                      |                                |  |  |  |  |  |  |  |             |
|                           | Zofia Czarnkowska Opalińska |  |                      |                                |  |  |  |  |  |  |  |             |
|                           |                             |  |                      |                                |  |  |  |  |  |  |  |             |
|                           |                             |  |                      | Teresa Zaleska                 |  |  |  |  |  |  |  |             |
|                           |                             |  |                      |                                |  |  |  |  |  |  |  |             |

## Tituly a oslovení
- 14. srpna 1727 - 25. října 1739: Madame Royale
- 25. října 1739 - 18. října 1748: Její Královská Výsost Doña Luisa Isabel, infantka španělská
- 18. října 1748 - 6. prosince 1759: Její Královská Výsost parmská vévodkyně